# Танцуй со мной (фильм, 1998)
Танцуй со мной (англ. Dance with Me) — американская музыкально-танцевальная драма режиссёра Ранды Хаинес. В главных ролях снялись певица и актриса Ванесса Уильямс и пуэрто-риканский певец Чайянне.

## Сюжет
Похоронив мать, Рафаэль Инфанте (Чайянне) находит работу разнорабочего в танцевальной студии Барнетта в Хьюстоне, штат Техас. Там он встречает Руби Синклэр (Ванесса Уильямс), преподавателя в студии танцев. Оказывается, что танцоры в студии готовятся к танцевальному конкурсу в Лас-Вегасе, и Руби принимает в нём участие.

## В ролях
- Ванесса Уильямс — Руби Синклэр
- Чайянне — Рафаэль Инфанте
- Крис Кристофферсон — Джон Барнетт
- Джоан Плаурайт — Би Джонсон
- Джейн Краковски — Патриция Блек
- Бет Грант — Лавджой

## Саундтрек
- «Magalenha» Carlinhos Brown Sérgio Mendes 3:39
- «Heaven’s What I Feel (Dance Mix)» Kike Santander Gloria Estefan 5:09
- «You Are My Home» Diane Warren Vanessa L. Williams and Chayanne 5:10
- «Jibaro (Dance With Me '98 Remix)» León Marín «Nelson», Javier Marín «Elkin» Electra 4:36
- «Fiesta Pa’Los Rumberos» Roberto Blades, Emilio Estefan, Jr. Albita 5:03
- «Want You, Miss You, Love You» Rob Mathes Jon Secada 4:01
- «Jazz Machine» P. Landro, M. Percall Black Machine 3:31
- «Echa Pa' Lante (Spanish Cha-Cha Mix)» Roberto Blades, Emilio Estefan, Jr., Pablo Flores, Javier Garza Thalía 3:53
- «Atrévete (No Puedes Conmigo)» Manny Benito, Sergio George DLG 4:11
- «Eres Todo en Mí (You’re My Everything)» Jean-Manuel De Scarano, Raymond Donnez, Leroy Gomes Ana Gabriel 5:13
- «Refugio de Amor (You Are My Home)» Warren Vanessa L. Williams and Chayanne 5:30
- «Tres Deseos (Three Wishes) (12 Remix)» Kike Santander Gloria Estefan 5:00
- «Patria» Rubén Blades Rubén Blades 4:10
- «Pantera en Libertad (Radio Edit)» Mónica Naranjo, Cristobal Sansano, José M. Navarro Mónica Naranjo 3:26
- «Suavemente» Elvis Crespo, Roberto Cora Elvis Crespo 4:17
- «Dream Dancing», Джесс Харнелл

### Позиции в чартах
| Чарты (1998)                  | Пиковые позиции |
| ----------------------------- | --------------- |
| US Billboard Top Latin Albums | 1               |
| US Billboard Tropical Albums  | 1               |
| US Billboard 200              | 54              |